# Дін Сміт (футболіст)
Дін Сміт (англ. Dean Smith, нар. 19 березня 1971, Вест-Бромвіч) — англійський футболіст, що грав на позиції захисника. По завершенні ігрової кар'єри — тренер. З грудня 2023 року очолює тренерський штаб клубу «Шарлотт» у МЛС.

## Ігрова кар'єра
У дорослому футболі дебютував 1989 року виступами за команду «Волсолл», в якій провів п'ять сезонів, взявши участь у 142 матчах чемпіонату. Більшість часу, проведеного у складі «Волсолла», був основним гравцем команди. Після цього протягом 1994—1997 років захищав кольори клубу «Герефорд Юнайтед».
У серпні 1997 року Сміт за £ 42,500 перейшов до іншого англійського клубу четвертого дивізіону «Лейтон Орієнт». Відіграв за команду зі Східного Лондона наступні шість сезонів своєї ігрової кар'єри. Граючи у складі «Лейтон Орієнт» також здебільшого виходив на поле в основному складі команди. Він провів 309 ігор за клуб у всіх змаганнях, забив 43 голи.
З лютого 2003 року і до кінця сезону 2003/04 років захищав кольори клубу «Шеффілд Венсдей», де був капітаном команди, а завершив ігрову кар'єру у команді «Порт Вейл», за яку виступав протягом 2004—2005 років.

## Кар'єра тренера
Розпочав тренерську кар'єру відразу ж по завершенні кар'єри гравця, у січні 2005 року, увійшовши до тренерського штабу клубу «Лейтон Орієнт», де пропрацював з 2005 по 2009 рік. Паралельно 2008 року Сміт здобув тренерську Ліцензію Про УЄФА
У липні 2009 року Сміт повернувся до свого першого клубу, «Волсолла», де очолив молодіжну команду. 4 січня 2011 року, після звільнення головного тренера першої команди Кріса Гатчінгса, Сміт був призначений виконувачем обов'язків головного тренера, а через сімнадцять днів був оголошений постійним тренером до кінця сезону. Під керівництвом Діна клуб посів 20 місце у Першій лізі, набравши на одне очко більше за «Дагенем енд Редбрідж», що понизився у класі. Наступного сезону команда знову боролась за виживання, посівши підсумкове 19 місце, а надалі її результати покращились і вона стала середняком третього за рівнем дивізіону Англії. Найбільшим досягненням для Діна з клубом став вихід у фінал Трофея Футбольної ліги у 2015 році, в результаті чого «Волсолл» вперше в історії зіграв на «Вемблі». Втім на головній арені країни у фінальному матчі його команда програла «Брістоль Сіті» 0:2 і не здобула трофей.
Тим не менш перспективним молодим тренером зацікавились клуби вищих дивізіонів і 30 листопада 2015 року Сміт став головним тренером команди «Брентфорд» з Чемпіоншипу. Дін тренував клуб з Лондона три роки, стабільно завершуючи сезон у верхній частини таблиці.
10 жовтня 2018 року Сміт був призначений головним тренером іншої команди Чемпіоншипу «Астон Вілла», а Джон Террі став його помічником. «Віллани» у сезоні 2018/19 посіли з командою 5-те місце, після чого виграли плей-оф і вийшли до Прем'єр-ліги. У наступному сезоні команда сенсаційно вийшла у фінал Кубка Футбольної ліги 2020 року, де поступилась 1:2 «Манчестер Сіті», втім у чемпіонаті справи йшли не дуже вдало і за чотири тури до кінця чемпіонату відставала на 4 очки від рятівної 17 позиції. Тим не менш команді Сміта вдалось виправити ситуацію і, зігравши в останньому турі внічию 1:1 з «Вест Гем Юнайтед», обидві команди зберегли собі прописку в еліті на наступний сезон.
15 листопада 2021 року, після звільнення з «Астон Вілли», Дін Сміт став тренером «Норвіча»

## Статистика

### Як гравця
| Клуб               | Сезон   | Дивізіон           | Чемпіонат | Чемпіонат | Кубок | Кубок | Інше | Інше  | Всього | Всього |
| Клуб               | Сезон   | Дивізіон           | Ігор      | Голів     | Ігор  | Голів | Ігор | Голів | Ігор   | Голів  |
| ------------------ | ------- | ------------------ | --------- | --------- | ----- | ----- | ---- | ----- | ------ | ------ |
| «Волсолл»          | 1988–89 | Другий дивізіон    | 15        | 0         | 0     | 0     | 0    | 0     | 15     | 0      |
| «Волсолл»          | 1989–90 | Третій дивізіон    | 7         | 0         | 1     | 0     | 0    | 0     | 8      | 0      |
| «Волсолл»          | 1990–91 | Четвертий дивізіон | 33        | 0         | 2     | 0     | 5    | 0     | 40     | 0      |
| «Волсолл»          | 1991–92 | Четвертий дивізіон | 9         | 0         | 0     | 0     | 2    | 0     | 11     | 0      |
| «Волсолл»          | 1992–93 | Третій дивізіон    | 42        | 1         | 0     | 0     | 9    | 0     | 51     | 1      |
| «Волсолл»          | 2993–94 | Третій дивізіон    | 36        | 1         | 1     | 0     | 4    | 0     | 41     | 1      |
| «Волсолл»          | Всього  | Всього             | 142       | 2         | 4     | 0     | 20   | 0     | 166    | 2      |
| «Герефорд Юнайтед» | 1994–95 | Третій дивізіон    | 35        | 3         | 2     | 0     | 8    | 1     | 45     | 4      |
| «Герефорд Юнайтед» | 1995–96 | Третій дивізіон    | 40        | 8         | 4     | 0     | 9    | 4     | 53     | 12     |
| «Герефорд Юнайтед» | 1996–97 | Третій дивізіон    | 42        | 8         | 1     | 0     | 5    | 2     | 48     | 10     |
| «Герефорд Юнайтед» | Всього  | Всього             | 117       | 19        | 7     | 0     | 22   | 7     | 149    | 26     |
| «Лейтон Орієнт»    | 1997–98 | Третій дивізіон    | 43        | 9         | 2     | 1     | 6    | 0     | 51     | 10     |
| «Лейтон Орієнт»    | 1998–99 | Третій дивізіон    | 37        | 9         | 5     | 1     | 7    | 0     | 49     | 10     |
| «Лейтон Орієнт»    | 1999–00 | Третій дивізіон    | 44        | 4         | 2     | 1     | 4    | 0     | 50     | 5      |
| «Лейтон Орієнт»    | 2000–01 | Третій дивізіон    | 43        | 5         | 4     | 0     | 7    | 0     | 54     | 5      |
| «Лейтон Орієнт»    | 2001–02 | Третій дивізіон    | 45        | 2         | 4     | 1     | 2    | 1     | 51     | 4      |
| «Лейтон Орієнт»    | 2002–03 | Третій дивізіон    | 27        | 3         | 2     | 0     | 4    | 0     | 33     | 3      |
| «Лейтон Орієнт»    | Всього  | Всього             | 239       | 32        | 19    | 4     | 30   | 1     | 288    | 37     |
| «Шеффілд Венсдей»  | 2002–03 | Перший дивізіон    | 14        | 0         | 0     | 0     | 0    | 0     | 14     | 0      |
| «Шеффілд Венсдей»  | 2003–04 | Другий дивізіон    | 41        | 1         | 2     | 0     | 5    | 0     | 48     | 1      |
| «Шеффілд Венсдей»  | Всього  | Всього             | 55        | 1         | 2     | 0     | 5    | 0     | 62     | 1      |
| «Порт Вейл»        | 2004–05 | Перша ліга         | 13        | 0         | 0     | 0     | 2    | 1     | 15     | 1      |
| Загалом            | Загалом | Загалом            | 566       | 54        | 32    | 4     | 79   | 9     | 677    | 67     |

### Як тренера
Станом на кінець сезону 2019/20
| Клуб          | З                 | По                | Результат | Результат | Результат | Результат | Результат | Прим.  |
| Клуб          | З                 | По                | І         | В         | Н         | П         | В%        | Прим.  |
| ------------- | ----------------- | ----------------- | --------- | --------- | --------- | --------- | --------- | ------ |
| «Волсолл»     | 4 січня 2011      | 30 листопада 2015 | 260       | 84        | 96        | 80        | 32,31     | [ 16 ] |
| «Брентфорд»   | 30 листопада 2015 | 10 жовтня 2018    | 143       | 57        | 35        | 51        | 39,86     | [ 16 ] |
| «Астон Вілла» | 10 жовтня 2018    | Донині            | 84        | 33        | 19        | 32        | 39,29     | [ 16 ] |
| Загалом       | Загалом           | Загалом           | 487       | 174       | 150       | 163       | 35,73     | —      |